# 魏斯韦尔
魏斯韦尔是德国巴登-符腾堡州的一个市镇。总面积19.09平方公里，总人口2117人，其中男性1029人，女性1088人（2011年12月31日），人口密度111人/平方公里。